# Fédération nationale des enseignantes et des enseignants du Québec
 (juin 2022).
Si vous disposez d'ouvrages ou d'articles de référence ou si vous connaissez des sites web de qualité traitant du thème abordé ici, merci de compléter l'article en donnant les références utiles à sa vérifiabilité et en les liant à la section « Notes et références ».
La Fédération nationale des enseignantes et des enseignants du Québec (ou FNEEQ) est l’une des huit fédérations syndicales de la Confédération des syndicats nationaux (CSN), une centrale syndicale de la province de Québec, au Canada.
Elle réunit les syndicats de plusieurs enseignantes et enseignants de l'enseignement supérieur du Québec, dont la majorité des syndicats liés aux enseignantes et aux enseignants du collégial (85 % d'entre eux font partie de la FNEEQ) et aux chargés de cours universitaires.
La FNEEQ a été fondée en 1969 et son président actuel, élu en juin 2024, est Benoît Lacoursière. Les autres membres du comité exécutif de la fédération sont : Julien Lapan, secrétaire général et trésorier, Yves de Repentigny, vice-président responsable du regroupement cégep, Christine Gauthier, vice-présidente du regroupement université et Léandre Lapointe, vice-président du regroupement privé.

## Historique
La FNEQ a été créée en septembre 1969 à Lac-Beauport, dans la région de Québec. Les trois groupes d’enseignantes et d’enseignants affiliés à la CSN (SPE-SPEQ-CEGEP) s’unissent pour créer la Fédération nationale des enseignants québécois (FNEQ), la douzième fédération de la CSN.

## Structure
En 2024, la FNEEQ compte 109 syndicats et représente quelque 40 000 membres dans 45 cégeps, dans 47 établissements d'enseignement privés et dans plusieurs institutions universitaires, dont 10 syndicats de chargé-es de cours, le syndicat des tutrices et des tuteurs de la Télé-Université, l'Association des étudiants salariés diplômés de l'Université McGill, les chargé-es d'enseignement de l'École de technologie supérieure et les auxiliaires d'enseignement et de recherche de l'Université Concordia. 
Par sa composition, la FNEEQ couvre tous les niveaux d'enseignement partagés entre le secteur public et le secteur privé du système d'éducation québécois. Elle est l'organisation syndicale la plus représentative de l'enseignement supérieur au Québec.
Le syndicalisme pratiqué à la CSN et à la FNEEQ est basé sur l’autonomie des syndicats. Afin de favoriser la vie syndicale, les échanges entre les syndicats et la solution de problèmes communs, la FNEEQ a mis sur pied des regroupements sectoriels où chacun des syndicats membres a droit à un représentant pour un certain nombre de membres donné. Les regroupements sectoriels sont le regroupement cégep, le regroupement privé et le regroupement université.
La FNEEQ a également mis sur pied des comités qui traitent de différents aspects de la vie syndicale et professionnelle des membres. Les problématiques actuelles et nouvelles de l'éducation, la précarité dans l'enseignement, la retraite, la santé-sécurité au travail, la condition des femmes, les questions internationales, sont quelques exemples qui illustrent les thèmes de réflexion auxquels les comités de la fédération contribuent.
Les congrès et les conseils fédéraux permettent de réunir tous les syndicats de la fédération pour partager les préoccupations communes et se prononcer sur différentes problématiques en éducation et sur les enjeux sociaux.
Les membres sont tenus au courant des différents dossiers gérés par la fédération par le biais du site Web, ainsi que la publication régulière de la revue Carnets, tirée à environ 700 exemplaires, distribuée aux membres.

### Présidentes et présidents
- Benoît Lacoursière, Collège de Maisonneuve (2024-...)
- Caroline Quesnel, Collège Jean-de-Brébeuf, (2018-2024)
- Jean Murdock, Cégep de Jonquière, (2017-2018)
- Caroline Senneville, Cégep de Limoilou, (2012-2017)
- Jean Trudelle, Collège Ahuntsic, (2009-2012)
- Ronald Cameron, Cégep de Saint-Laurent, (2004 - 2009)
- Pierre Patry, Cégep de Saint-Félicien, (1997-2004)
- Oliva Bouchard, Collège de Maisonneuve, (1995-1997)
- Denis Choinière, Petit Séminaire de Québec, (1988-1995)
- Rose Pellerin, Collège Antoine-Girouard, (1983-1988)
- Claude Gauthier, Cégep de Saint-Jean-sur-Richelieu, (1982-1983)
- Francine Lalonde, Cégep de Saint-Laurent (1979-1982)
- Lucille Beauchemin, Cégep du Vieux Montréal, (1977-1979)
- Marcel Gilbert, Collège de Maisonneuve, (1976-1977)
- Francine Lalonde, Cégep de Saint-Laurent, (1970-1976)
- Bernard Chaput, Collège Lionel-Groulx, (1969-1970)
- Jean-Pierre Boutin, Collège Édouard-Montpetit, (1969)